# Grom pobiedy
"Grom pobiedy" (ros. Бронепоезд "Гром победы") – lekki pociąg pancerny białych podczas wojny domowej w Rosji.
Został utworzony na północnym Kaukazie, ale nie wiadomo, kiedy to nastąpiło. Początkowo tam działał. Wchodził w skład 9 dywizjonu pociągów pancernych. We wrześniu 1919 r. wspierał natarcie wojsk białych na Kursk. Pod koniec października tego roku uczestniczył w walkach pod Orłem. W marcu 1920 r. w kolumnie pociągów pancernych przyjechał do Tuapse. 23 marca większość jego platform bojowych została zostawiona na stacji Gojtch. Reszta pociągu z 1 platformą bojową zabezpieczała odwrót wojsk białych w kierunku Soczi. 2 kwietnia doszło do ostatniej walki w rejonie stacji Loo, po czym pociąg zostawiono, a platformę wrzucono do morza.